# Isla de Providencia
La isla de Providencia, conocida también como Old Providence, es una isla colombiana ubicada en el mar Caribe de 17 km² que pertenece al departamento de San Andrés, Providencia y Santa Catalina. Junto a la isla de Santa Catalina y a algunos territorios insulares circundantes conforman el municipio de Providencia y Santa Catalina Islas.

## Geografía

### Ubicación

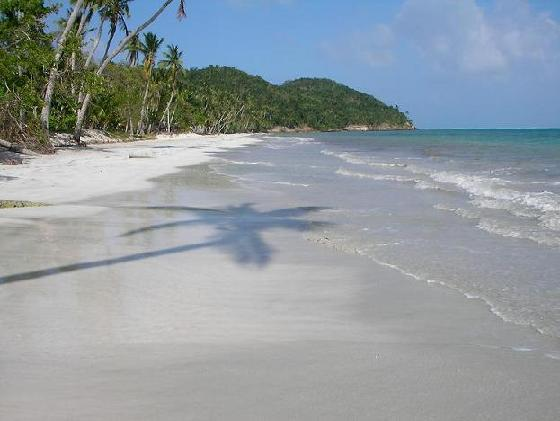
Playa Manzanillo, al sur de la isla de Providencia.

Con 17 km², es la segunda en tamaño del departamento; tiene 7 km de largo y 4 km de ancho. Se localiza a 90 km al norte de la isla de San Andrés. La isla fue por mucho tiempo un lugar tranquilo y no tuvo los efectos del turismo. Sin embargo el incremento del turismo y en particular del ecoturismo la han puesto en la mira del interés de visitantes. Tanto el buceo como el esnórquel son muy practicados debido a los arrecifes de coral, la riqueza de fauna y flora marina y las aguas transparentes.
Junto a ella se encuentra otra isla más pequeña llamada Santa Catalina separada por un canal natural de 150 m de amplitud.Santa Catalina y Providencia están unidas por el "Puente de los enamorados".
El Aeropuerto El Embrujo es el principal puerto de ingreso a la isla.
Algunos accidentes naturales de la isla son:
- Bahías: Catalina, Aguamansa, Manzanillo, Suroeste y Aguadulce.
- Puntas: San Juan, Rocosa, El Faro y Caimán.
- Cayos: Suroeste (Southwest Cay), Tres Hermanos (Three Brothers Cay), Casabaja (Bottom House Cay) y Cangrejo (Crab Cay).

### Ecosistemas

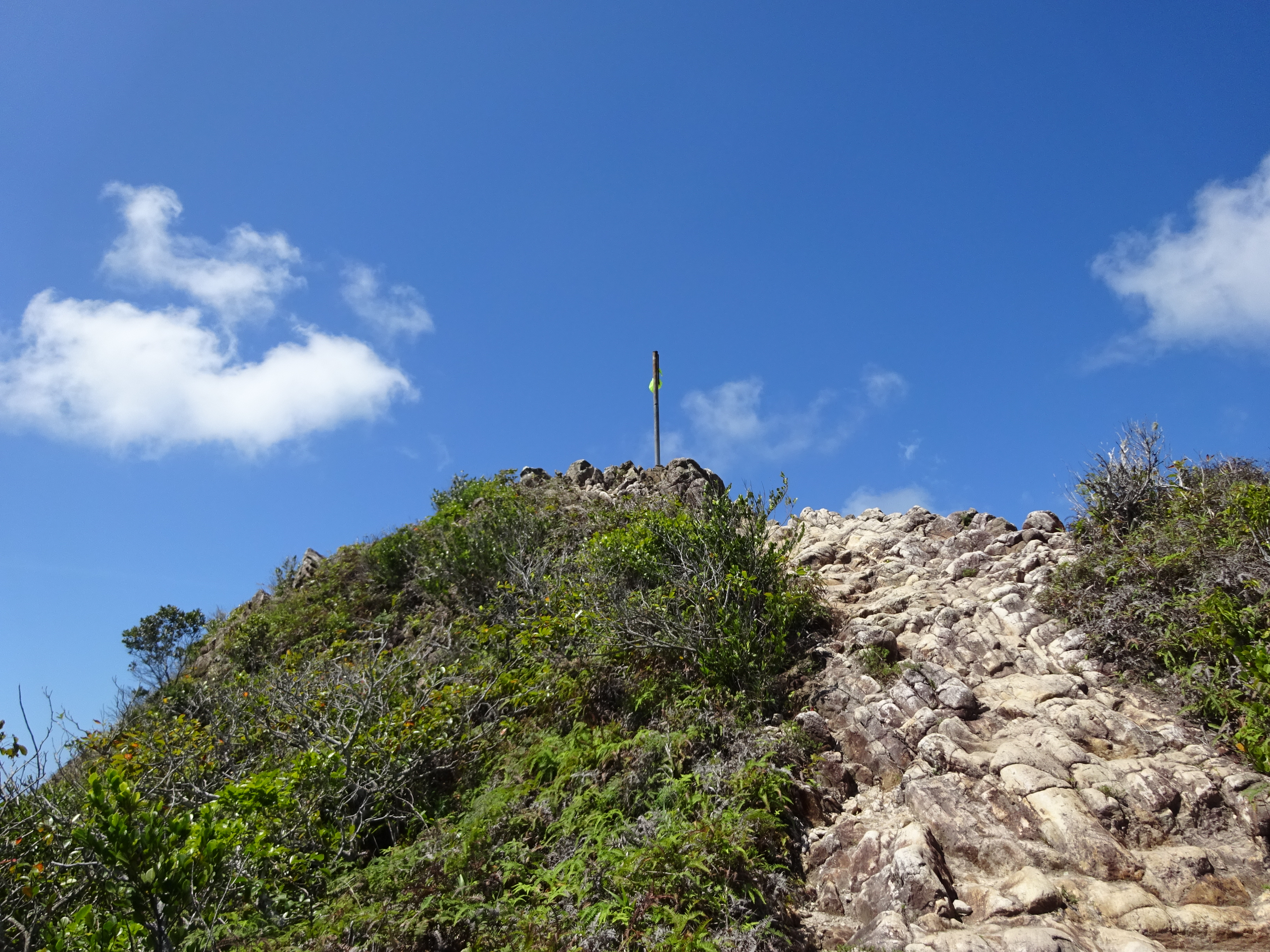
El Pico, el punto más alto de la isla

Providencia contiene muestras de los diferentes ecosistemas del archipiélago, como son los bosques de manglar, las formaciones coralinas, las praderas de pastos marinos y una pequeña extensión de bosque seco tropical.

### Geología
Suelo rocoso de origen volcánico. La isla está cruzada de una serranía orientada de norte a sur, cuya altura máxima alcanza los 360 metros y es denominado El Pico (The Peak) en donde nacen la mayoría de fuentes de agua dulce, vitales para el municipio.

### Hidrología
Providencia es la única isla dentro del Archipiélago que posee fuentes de agua permanentes o intermitentes, dependiendo de la época del año. Muchas de estas corrientes nacen en la llamada Serranía Central y su longitud no supera el kilómetro y medio.

## Parque nacional natural
El Parque Nacional Natural Old Providence McBean Lagoon se ubica al noreste de la isla de Providencia en el archipiélago de San Andrés, Providencia y Santa Catalina (Colombia). Tiene una extensión de 995 hectáreas, de las cuales 905 son área marina. Consta de un arrecife coralino protegido, una zona de manglar, la laguna de McBean y los cayos de los Tres Hermanos y Cangrejo. La temperatura promedio en el parque alcanza los 25 °C y la altitud del mismo varía entre 0 y 80 m s. n. m.

## Vida silvestre

### Vegetación y flora

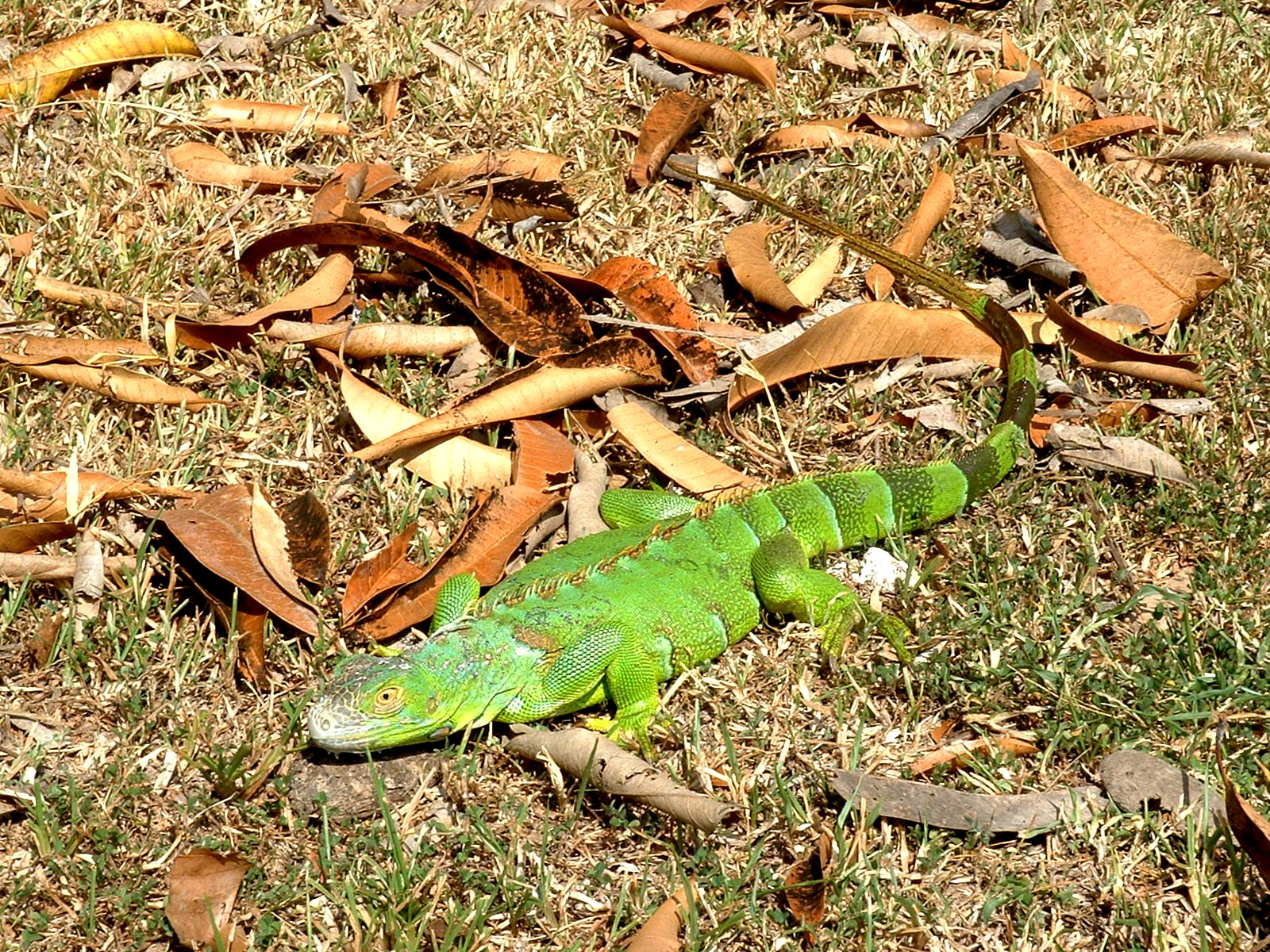
Iguana de Providencia.

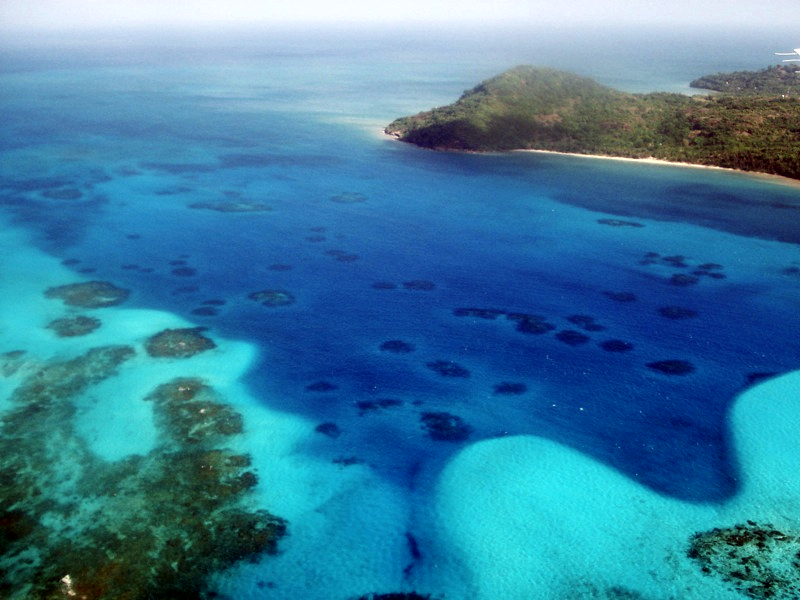
Arrecifes coralinos en la isla de Providencia.

Los manglares son árboles de diferentes especies que se han adaptado a vivir en zonas costeras con influencia marina y juegan un papel importante como lugares de reproducción y cría de numerosas especies de peces, crustáceos y moluscos. En Providencia abundan el mangle rojo (Rhizophora brevistyla), mangle blanco (Laguncularia racemosa) y el mangle piñuelo (Pelliciera rhizophoreae).
En Providencia la vegetación dominante es el bosque seco tropical, donde abunda el Cock-spur (Acacia collinsii y acacia cornigera), el chaparro (Byrsonima crassifolia), el resbalamano (Bursera simaruba) y el olivo (Capparis), además de contar con algunos árboles de mango. También se encuentran diversas palmas, entre ellas la pactá (Coccothrinax jamaicensis ), endémica de la zona.
En los cayos predominan las palmeras cocoteras, ficus y los matorrales de icaco, que sirven de nido para las aves fragata. La vegetación marina alrededor de los cayos es variada, y cuenta con tres especies de algas y dos de pastos marinos.

### Fauna
Debido al carácter insular y oceánico, la fauna terrestre es limitada y presenta un alto grado de endemismo. Se ha encontrado una sola especie de rana (Leptodactylus insularis) y otra única de tortuga terrestre (Geochelone carbonaria). Se han reportado además 2 especies de serpientes (Boa constrictor imperator y (Epictia magnamaculata), 6 de saurios, 10 de aves, 4 de tortugas marinas y algunas pocas de mamíferos que son de dos órdenes murciélagos y cetáceos hay aves que migran especies de fauna terrestre como el zaparito trinador (Numenius phaeopus) ,el cangrejo negro (Gecarcinus ruricola) el pari pari (Actitis macularius).Hay especies endémicas como dicho anteriormente como el vireo de providencia (Vireo approximans), el pennie lizard (Alinea pergravis) y el schrreing lizard (Anolis pinchoti), el municipio que se encuentra es muy menor que la isla que no se pertubado la mayoría de la fauna.

## Historia

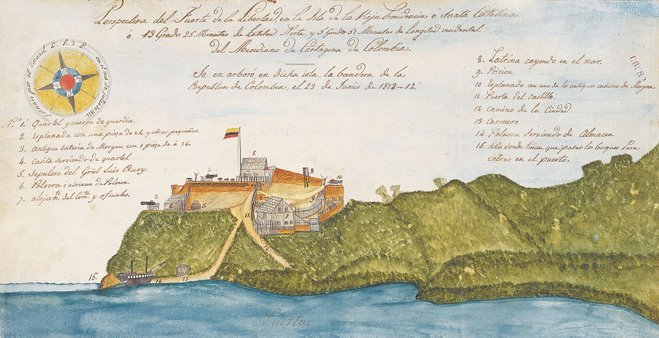
Dibujo de Luis Perú de Lacroix sobre el Fuerte de Luis Aury en la isla de Providencia. El dibujo fue realizado durante el tiempo en que de Lacroix era superintendente de Aury entre 1814 y 1821.

La isla en sus orígenes era inhabitada. Los primeros desembarcos pudieron haber sido entre 1498 y 1502 por parte de corsarios neerlandeses, ingleses, españoles y posteriormente de jamaiquinos. El primer asentamiento en la isla fue establecido por la Providence Island Company, en 1629, la cual era propiedad de inversionistas británicos muchos de los cuales habían financiado las colonias de Virginia y Bermuda (Somer Isles). Inicialmente los inversionistas intentaron poblar la colonia con trabajadores no abonados liderados por el primer Gobernador, Philip Bell. Los primeros colonos eran puritanos y por ende nombraron a la isla "providencia" por considerar que la isla inhabitada les había sido legada por favor divino. El primer asentamiento en la isla recibió el nombre de New Westminster (Nueva Westminster) en lo que hoy es Old Town que se localiza al sur de la capital Santa Isabel. En 1631 cientos de colonos más llegaron a la isla a bordo de la embarcación Seaflower. Los intentos de cultivar tabaco y algodón fracasaron y muchos de los colonos fueron maltratados por los dirigentes de la Compañía en la isla. Como resultado de lo anterior en 1633 los inversionistas no pudieron reunir suficientes voluntarios para partir hacia la isla por lo cual comenzaron a considerar usar esclavos africanos. En 1683 el gobernador Nathaniel Butler recibió permiso para comprar 100 esclavos. Ninguna otra colonia inglesa había adqurido tantos esclavos de manera tan precipitada y ese mismo año hubo una rebelión esclava.
En 1641 una redada española al mando de Francisco Díaz Pimienta le puso fin a la colonia inglesa. 1400 soldados españoles ocuparon la isla, la cual para ese momento era habitado por 350 ingleses y 381 esclavos aunque es probable que un número considerable de esclavos haya sido evacuado hacia St. Kitts y Bermuda en anticipación al ataque.
La guerra de la independencia cuyos acontecimientos se desarrollaron durante las dos primeras décadas del siglo XIX, tuvieron al mar Caribe como uno de los escenarios principales y atrajeron numerosos enemigos tradicionales de España prontos a apoyar las causas independentistas de las antiguas colonias hispánicas. Mientras el gobierno del Virreinato de Nueva Granada, expulsado de Santa Fe después de 1811 se traslada a Panamá, las islas que hasta entonces seguían leales a la Corona española continuaron sus relaciones comerciales y de autoridad con la sede colonial provisional que, sin embargo, perdía rápidamente la capacidad de controlar los incendiarios avances de la emancipación de la América española. Por esta razón regresaron los corsarios ingleses, esta vez aliados de las causas independentistas a partir de 1816 e invadieron y saquearon a San Andrés y Providencia.
Entre 1818 y 1821 haría aparición otro personaje familiar a la historia del archipiélago, el corsario francés Luis Aury (1788-1821), quien se puso al servicio de las tropas de Simón Bolívar, aunque sus relaciones con este no fueron las mejores. Aury, quien había participado en diferentes luchas en contra del Imperio español en Florida, México, La Española, Venezuela y Colombia, dominó el archipiélago y convirtió a la isla de Providencia en base militar de defensa contra las tropas españolas de reconquista. Con Aury a su cargo, las islas tienen un gran dinamismo comercial a costa del ataque a embarcaciones españolas e intentó en vano construir buenas relaciones con Bolívar hasta su muerte ocurrida en 1821. Con su adhesión a la Constitución de Cúcuta después de la visita de Luis Perú de Lacroix en 1822, las cinco islas principales del archipiélago se convirtieron en el sexto cantón de la Provincia de Cartagena. El 23 de junio de 1822 se izó por primera vez la bandera de Colombia en la isla de Providencia.
En 1912 y tras una intensa campaña dirigida por Francis A. Newball desde el periódico The Searchlight (El Faro), fue aprobada la ley 52 del 26 de octubre, que creó la Intendencia de San Andrés y Providencia, como territorio nacional separado del Departamento de Bolívar, del cual formaba parte.